# Armada com martelo
L’armada com martelo (litt. "armée avec marteau", en portugais), souvent appelé à tort parafuso (vrille / vis), est le coup de pied sauté le plus courant en capoeira,,. Il consiste à pivoter sur soi-même en commençant une armada, puis à déposer la jambe sur le côté et frapper avec l'autre jambe avec un martelo rodado.
Il est important de garder à l'esprit que l'armada com martelo n'est pas une acrobatie, mais un coup de pied. Aussi, il est conseillé de ne pas trop sauter pour l'exécuter. Cela permet d'être plus précis, plus puissant, plus rapide, et on se met à l'abri d'un éventuel contre comme le tombo da ladeira.
Techniquement, le début du mouvement est comme celui de l'armada. Il faut cependant bien faire attention à tourner les hanches sur le côté pour pouvoir relâcher le martelo. Beaucoup de débutant frappent avec le bord intérieur du pied, en effectuant un mouvement qu'on pourrait appeler « armada com meia-lua de frente », mais c'est une erreur : il faut impérativement frapper avec le dos du pied, exactement de la même manière qu'un martelo rodado, sans quoi le coup est bien moins puissant et on risque de se blesser aux articulations.